# Arnold Zweig
Arnold Zweig (ur. 10 listopada 1887 w Głogowie, zm. 26 listopada 1968 w Berlinie) – niemiecki pisarz i pacyfista.

## Życiorys
Był synem żydowskiego siodlarza. Uczył się w gimnazjum w Katowicach, a następnie studiował filozofię, filologię nowożytną, germanistykę, historię i historię sztuki. 
Brał udział w I wojnie światowej, pod jej koniec pracował w wydziale prasowym sztabu frontu wschodniego w Kownie. Po przeżyciach z okresu I wojny światowej pozostał zaangażowanym pacyfistą, a także zetknął się z syjonizmem. Od 1923 roku mieszkał w Berlinie, był redaktorem żydowskiego pisma „Jüdische Rundschau”. W tym okresie był bardzo zaangażowany w działalność syjonistyczną. Po przejęciu władzy przez hitlerowców w 1933 roku zmuszony był opuścić Niemcy; poprzez Czechosłowację i Szwajcarię dotarł do Francji, gdzie zatrzymał się na dłużej i spotkał się z innymi niemieckimi emigrantami: Tomaszem Mannem, Lionem Feuchtwangerem, Anną Seghers i Bertoltem Brechtem. Ze względu na swoje syjonistyczne przekonania wyjechał do Palestyny (Hajfa). Wydawał tam niemieckojęzyczne pismo emigracyjne „Orient”. Podczas pobytu w Palestynie zraził się do syjonizmu i zaczął się coraz bardziej skłaniać ku socjalizmowi.
W roku 1948 zdecydował się powrócić do Niemiec Wschodnich. Po wojnie pełnił funkcje w aparacie władzy NRD i uczestniczył w ruchu pokojowym (między innymi był delegatem na Kongresy Pokojowe w Paryżu i Warszawie).
22 listopada 1950 w Warszawie na II Kongresie Obrońców Pokoju został wybrany w skład Światowej Rady Pokoju.
Został odznaczony m.in. Orderem Zasług dla Ojczyzny.

## Wybrane dzieła
- Nowele o Klaudii (Novellen um Claudia, 1912)
- Wielka wojna białych ludzi' (Der große Krieg der weißen Männer cykl powieściowy, 1927-1954)
  - Czas dojrzał (Die Zeit ist reif, 1958)
  - Młoda kobieta z roku 1914 (Junge Frau von 1914, 1931)
  - Wychowanie pod Verdun (Erziehung vor Verdun, 1935)
  - Spór o sierżanta Griszę (Der Streit um den Sergeanten Grischa, 1927 )
  - Umilkły działa (Die Feuerpause, 1954)
  - Intronizacja (Einsetzung eines Königs, 1937)
- Topór z Wandsbek (Das Beil von Wandsbeck, 1943)